# مرغ مگس سربنفش
مرغ مگس سربنفش (نام علمی: Klais guimeti) نام یک گونه از تیره مگس‌مرغان است.